# ماديسون سكوير غاردن (شركة)
شركة ماديسون سكوير غاردن(بالإنجليزية: Madison Square Garden Company)‏ هي شركة أمريكية ترفيهية مقرها مدينة نيويورك. تأسست الشركة في عام 2010 عندما كابليفيسيون نسج قبالة نيويورك نيكس، نيويورك رينجرز، ماديسون سكوير غاردن، شبكة مسغ وغيرها من الأصول الترفيهية كشركة مستقلة، تداولها بشكل عام.